# Rugby Americas North Sevens 2016
El Rugby Americas North Sevens de 2016 fue la decimotercera edición del principal torneo de rugby 7 de la Confederación Norteamérica de Rugby (RAN).
Se disputó del 12 al 13 de noviembre en Puerto España, Trinidad y Tobago.

## Fase de grupos

### Grupo A
| Equipo                    | Encuentros | Encuentros | Encuentros | Encuentros | Tantos  | Tantos    | Tantos     | Puntos |
| Equipo                    | jugados    | ganados    | empatados  | perdidos   | a favor | en contra | diferencia | Puntos |
| ------------------------- | ---------- | ---------- | ---------- | ---------- | ------- | --------- | ---------- | ------ |
| Canadá                    | 2          | 2          | 0          | 0          | 111     | 0         | +111       | 6      |
| Bermudas                  | 2          | 1          | 0          | 1          | 19      | 57        | -38        | 4      |
| Islas Vírgenes Británicas | 2          | 0          | 0          | 2          | 5       | 78        | -73        | 2      |

### Grupo B
| Equipo                       | Encuentros | Encuentros | Encuentros | Encuentros | Tantos  | Tantos    | Tantos     | Puntos |
| Equipo                       | jugados    | ganados    | empatados  | perdidos   | a favor | en contra | diferencia | Puntos |
| ---------------------------- | ---------- | ---------- | ---------- | ---------- | ------- | --------- | ---------- | ------ |
| Trinidad y Tobago            | 2          | 2          | 0          | 0          | 64      | 10        | +54        | 6      |
| México                       | 2          | 1          | 0          | 1          | 35      | 12        | +23        | 4      |
| San Vicente y las Granadinas | 2          | 0          | 0          | 2          | 0       | 77        | -77        | 2      |

### Grupo C
| Equipo               | Encuentros | Encuentros | Encuentros | Encuentros | Tantos  | Tantos    | Tantos     | Puntos |
| Equipo               | jugados    | ganados    | empatados  | perdidos   | a favor | en contra | diferencia | Puntos |
| -------------------- | ---------- | ---------- | ---------- | ---------- | ------- | --------- | ---------- | ------ |
| Barbados             | 3          | 3          | 0          | 0          | 80      | 15        | +65        | 9      |
| Islas Caimán         | 3          | 2          | 0          | 1          | 81      | 24        | +57        | 7      |
| República Dominicana | 3          | 1          | 0          | 2          | 24      | 52        | -28        | 5      |
| Curazao              | 3          | 0          | 0          | 3          | 0       | 94        | -94        | 3      |

### Grupo D
| Equipo                | Encuentros | Encuentros | Encuentros | Encuentros | Tantos  | Tantos    | Tantos     | Puntos |
| Equipo                | jugados    | ganados    | empatados  | perdidos   | a favor | en contra | diferencia | Puntos |
| --------------------- | ---------- | ---------- | ---------- | ---------- | ------- | --------- | ---------- | ------ |
| Jamaica               | 3          | 3          | 0          | 0          | 71      | 21        | +50        | 9      |
| Guyana                | 3          | 2          | 0          | 1          | 90      | 24        | +66        | 7      |
| Martinica             | 3          | 1          | 0          | 2          | 45      | 62        | -17        | 5      |
| Islas Turcas y Caicos | 3          | 0          | 0          | 3          | 7       | 106       | -99        | 3      |

### Etapa eliminatoria

#### Copa de oro
|  | Cuartos de final  | Cuartos de final  | Cuartos de final  |                   |        | Semifinales | Semifinales | Semifinales |  |        | Copa   | Copa | Copa |  |
|  |                   |                   |                   |                   |        |             |             |             |  |        |        |      |      |  |
|  |                   |                   |                   |                   |        |             |             |             |  |        |        |      |      |  |
|  | Canadá            | Canadá            | 24                |                   |        |             |             |             |  |        |        |      |      |  |
|  | Canadá            | Canadá            | 24                |                   |        |             |             |             |  |        |        |      |      |  |
|  | México            | México            | 0                 |                   |        |             |             |             |  |        |        |      |      |  |
|  | México            | México            | 0                 |                   | Canadá | Canadá      | 40          |             |  |        |        |      |      |  |
|  |                   |                   |                   |                   | Canadá | Canadá      | 40          |             |  |        |        |      |      |  |
|  |                   |                   | Jamaica           | Jamaica           | 0      |             |             |             |  |        |        |      |      |  |
|  | Jamaica           | Jamaica           | Jamaica           | Jamaica           | 0      | 26          |             |             |  |        |        |      |      |  |
|  | Jamaica           | Jamaica           |                   |                   |        |             |             |             |  |        |        |      |      |  |
|  | Islas Caimán      | Islas Caimán      | 7                 |                   |        |             |             |             |  |        |        |      |      |  |
|  | Islas Caimán      | Islas Caimán      | 7                 |                   |        |             |             |             |  | Canadá | Canadá | 54   |      |  |
|  |                   |                   |                   |                   |        |             |             |             |  | Canadá | Canadá | 54   |      |  |
|  |                   |                   | Guyana            | Guyana            | 5      |             |             |             |  |        |        |      |      |  |
|  | Guyana            | Guyana            | Guyana            | Guyana            | 5      | 22          |             |             |  |        |        |      |      |  |
|  | Guyana            | Guyana            |                   |                   |        |             |             |             |  |        |        |      |      |  |
|  | Barbados          | Barbados          | 7                 |                   |        |             |             |             |  |        |        |      |      |  |
|  | Barbados          | Barbados          | 7                 |                   | Guyana | Guyana      | 5           |             |  |        |        |      |      |  |
|  |                   |                   |                   |                   | Guyana | Guyana      | 5           |             |  |        |        |      |      |  |
|  |                   |                   | Trinidad y Tobago | Trinidad y Tobago | 0      |             |             |             |  |        |        |      |      |  |
|  | Trinidad y Tobago | Trinidad y Tobago | Trinidad y Tobago | Trinidad y Tobago | 0      | 17          |             |             |  |        |        |      |      |  |
|  | Trinidad y Tobago | Trinidad y Tobago |                   |                   |        |             |             |             |  |        |        |      |      |  |
|  | Bermudas          | Bermudas          | 7                 |                   |        |             |             |             |  |        |        |      |      |  |
|  | Bermudas          | Bermudas          | 7                 |                   |        |             |             |             |  |        |        |      |      |  |
|  |                   |                   |                   |                   |        |             |             |             |  |        |        |      |      |  |

| Bandera de Canadá |
| Campeón Canadá    |
| 3.er título       |